# Хрущов, Григорий Константинович
Григорий Константинович Хрущов (3 марта 1897 — 22 декабря 1962) — советский учёный-гистолог, член-корреспондент АН СССР (1953).

## Биография
Родился 19 февраля (3 марта) 1897 года в деревне Телегино Воронежской губернии, сын земского врача в Землянском уезде, гинеколога и хирурга в московских больницах, декана медицинского факультета Среднеазиатского университета К. Г. Хрущова (друга А. И. Шингарёва), правнук героя войны 1812 года генерала И. А. Хрущова.
- 1919 г. закончил Московский университет (естественное отделение физико-математического факультета и до 1930 года работал в нём.
- 1933—1945 — профессор Московского зооветеринарного института.
- 1945—1960 — профессор 2-го Московского медицинского института.
- 1939—1949 — директор Института цитологии, гистологии и эмбриологии.
- С 1940 — член КПСС.
- С 1949 — директор института морфологии животных им. А. Н. Северцова АН СССР.

Умер 22 декабря 1962 года в Москве. Похоронен вместе с женой в закрытом колумбарии Донского кладбища.

## Семья

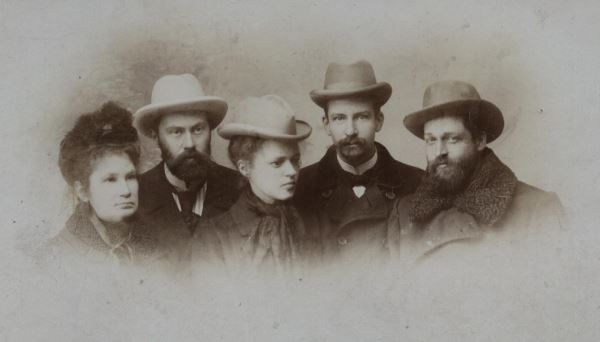
Зинаида Никаноровна Шингарёва (мать А. И. Шингарёва), Александр Григорьевич Хрущов, Маргарита Николаевна и Константин Григорьевич Хрущовы (родители Г. К.), Андрей Иванович Шингарёв. Воронеж, 1909.

- Отец — Константин Григорьевич Хрущов (1870—1924), окончил Воронежскую гимназию (1888 год), затем медицинский факультет Императорского Московского Университета (1893 год, со степенью лекаря), земский врач в Землянском уезде, затем в городе Ельце, трижды на 4-месячных стажировках в Санкт-Петербурге, Лозанне, Бёрне, Женеве, Париже[2]. Вслед за братом, А. Г. Хрущовым, активист партии конституционных демократов, открыл в своём доме нелегальную кадетскую типографию[3]. С 1908 года врач в лечебнице Рукавишниковой на Большой Никитской, в Старо-Екатерининской и Солдатенковской (Боткинской) больницах в Москве. В 1919 году уезжает в Узбекистан. С осени 1920 заведующий кафедрой гинекологии, заместитель декана Среднеазиатского университета. Назначен деканом после ареста П. П. Ситковского. Умер в феврале 1924 от перитонита после неудачной операции грыжесечения[2].
- Мать — Маргарита Николаевна, урождённая Лидерс (?—1914), двоюродная сестра А. Н. Северцова,  рано умерла предположительно от туберкулёза[2].
  - Брат — Николай, театральный деятель[2].
- Мачеха (вторая жена отца) —  Фаина Моисеевна Гамбург (1893—?) пианистка, дочь врача М. Е. Гамбурга, приняла православие ради брака  К. Г. Хрущовым[2].
  - Единокровный брат — Константин Константинович Хрущёв (7.05.1916-до 1985), лейтенант, штурман дальней авиации[2][4].
  - Единокровный брат — Алексей Константинович Хрущёв (8.01.1918—декабрь 1941), лейтенант, погиб (пропал без вести) во время  боёв в Смоленской области[2][5].
- Жена — Зоя Дмитриевна (1908—1990), сестра Д. Д. Шостаковича[6]. 
  - Сын — Николай, пошёл по стопам отца и тоже стал гистологом и директором института.

Жили в Москве, на улице Арбат, дом № 40.

## Научные работы
Основные труды — по сравнительной и экспериментальной цитологии и гистологии.
Г. К. Хрущов впервые (в 1931—1935) применил метод культивирования лейкоцитов с целью изучения человеческих хромосом — Г. К. Хрущов. Цитологические исследования на культурах нормальной крови человека. — «Труды Медико-биологического института», 1934, т. III.
Будучи последователем И. И. Мечникова, исследовал эволюцию защитных систем организма против инфекций и повреждений тканей.
В 1934 году вышла из печати работа К. Беляра «Цитологические основы наследственности» под редакцией П. И. Живаго и Г. К. Хрущова — руководство, предназначенное для научных сотрудников, аспирантов и студентов-генетиков старших курсов. Живаго и Хрущов перевели его с немецкого, внося ряд дополнений из работ Курта Штерна. Эта книга была совершенно необходима, так как других пособий по цитологии наследственности в то время не было.
В 1950 выступил в поддержку лженаучной теории Ольги Лепешинской о неклеточном живом веществе.

## Увлечения
Григорий Константинович Хрущов замечательно рисовал . В Архиве РАН среди документов хранятся и акварели Григория Константиновича (Фонд 1631), а также имеется небольшая художественно-документальная выставка его работ.

## Награды и премии
- орден Ленина
- орден Трудового Красного Знамени (10.06.1945)
- медали
- За работу «Роль лейкоцитов крови в восстановительных процессах в тканях» получил премию имени И. И. Мечникова АН СССР (1949)

## Сочинения
- «Физические свойства живой клетки и методы их исследования», М.— Л., 1930;
- «Роль лейкоцитов крови в восстановительных процессах в тканях», М.—Л., 1945;
- «Лейкоцитарные системы млекопитающих и их эволюция», в кн.: «Труды Пятого Всесоюзного съезда анатомов, гистологов и эмбриологов в Ленинграде 5—11 июля 1949 г.», Л., 1951;
- «Эволюция кроветворных органов позвоночных», в кн.: «Лимфоидная ткань в восстановительных и защитных процессах», М., 1966.